# Néotique
Ne doit pas être confondu avec Noétique.
La néotique (du grec ancien Noos signifiant connaissance) est l'étude du comportement d'un animal face à tout ce qui est nouveau. 
Elle s’intéresse à l'ensemble des réponses comportementales qu'un animal peut manifester à l'égard du nouveau : 
exploration, réactions d'évitement, agression, réactions neuro-végétatives et neuroendocriniennes.
Souvent confondu à tort avec la noétique, même par les professionnels.